# Santuario di Santa Rita da Cascia
Il santuario di Santa Rita da Cascia è un complesso religioso di Cascia all'interno del quale viene venerata Santa Rita: il santuario è composto da diverse strutture sia che ripercorrono luoghi dove la santa è vissuta, sia per l'accoglienza dei pellegrini.

## Storia e descrizione

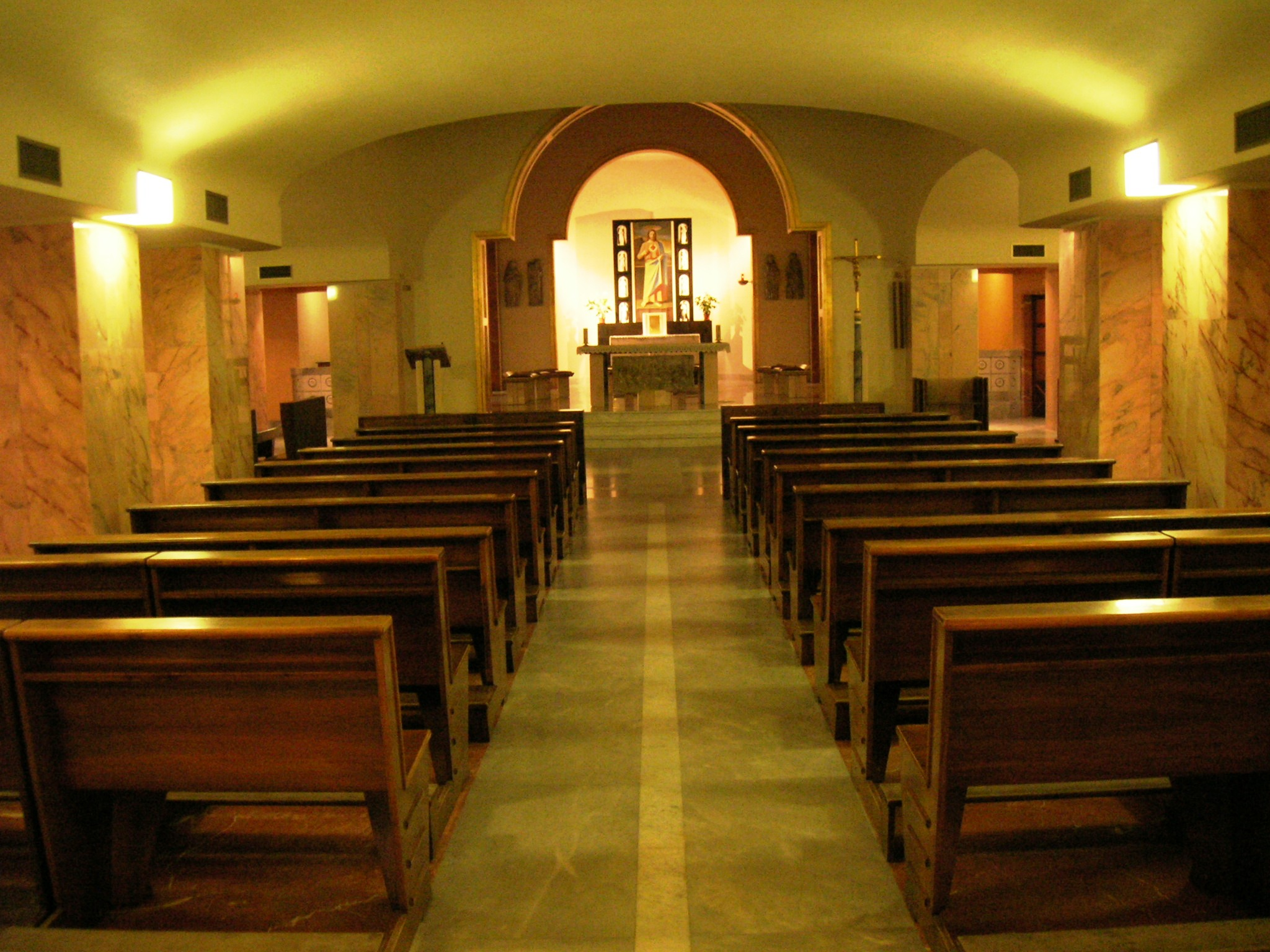
L'interno della basilica inferiore

In origine il santuario era semplicemente composto da un monastero e da una piccola chiesa che ospitava l'urna con le spoglie di santa Rita; agli inizi del XIX secolo le strutture esistenti divennero inadeguate per il sempre maggior numero di pellegrini che arrivava a Cascia e fu così, grazie alla volontà di Madre Maria Teresa Fasce, che iniziò la costruzione di un santuario capace di rispondere alle esigenze dei fedeli: il complesso comprende due basiliche, un monastero, diverse sale polivalenti ed un ostello.
La basilica di Santa Rita da Cascia è stata fortemente voluta da Madre Fasce: i lavori di costruzioni iniziarono nel 1937 e fu solennemente consacrata nel 1947 dopo non poche difficoltà, soprattutto di natura economica; la chiesa, elevata a basilica minore nel 1955, fu edificata su progetto dell'ingegnere Spirito Maria Chiappetta e si presenta a forma di croce greca, caratterizzata da quattro absidi alle estremità: in una di queste si apre la cappella di Santa Rita che ospita il sarcofago della santa. Inglobata nella basilica è anche parte della vecchia chiesa, mentre gli elementi decorativi, per lo più opere pittoriche, sono stati eseguiti da artisti come Luigi Montanarini, Gisberto Ceracchini, Artemio Giovagnoni, Armando Marrocco e Ferruccio Ferrazzi.
La basilica inferiore di Santa Rita da Cascia, originariamente cripta della basilica, è stata inaugurata nel 1988 e realizzata su disegno degli architetti Rosario Scrimieri, Francesco Genco e Maurizio Caproni: al suo interno sono custodite la tomba di Madre Maria Teresa Fasce e le spoglie del beato Simone Fidati, assieme al miracolo eucaristico; nella chiesa sono conservate opere di Luigi Filocamo e Armando Marrocco.

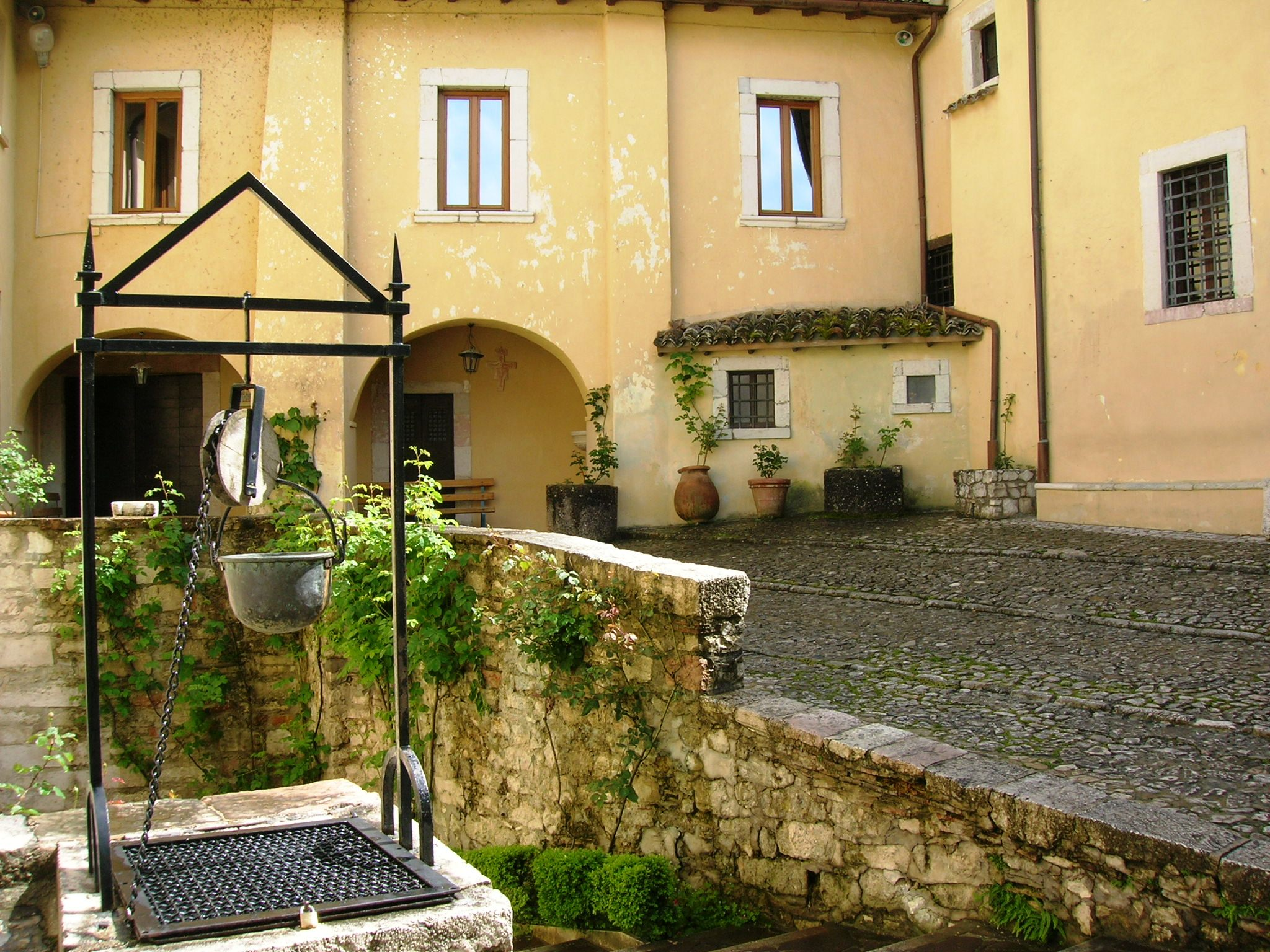
Il cortile del monastero

Il monastero di Santa Rita da Cascia è il luogo dove la santa ha vissuto per più di quarant'anni la sua esperienza di vita monacale, fino alla sua morte: costruito nel XIII secolo, era intitolato originariamente a santa Maria Maddalena; venne ampliato durante il XVIII secolo ed ospita ancora suore della comunità agostiniana. Nel monastero è possibile osservare alcuni luoghi fondamentali della vita di santa Rita, come il cortile, con il pozzo, una vite e i caratteristici fori sul muro, tana delle api muraiole, il coro antico, che custodisce affreschi del XVI secolo e tele del XVII e XVIII secolo, l'oratorio nel quale santa Rita ricevette la stigmate, diverse celle, una delle quali appartenuta alla santa e altre che contengono oggetti ad essa appartenuti come la fede nuziale e diversi sarcofagi, ed il roseto, ricreato per ricordare il miracolo della rosa e dei fichi.
La Sala della Pace è nata per poter ospitare i pellegrini nei giorni di maggior affluenza al santuario: si tratta di uno spazio polivalente, inaugurato nel 2008 da monsignore Riccardo Fontana ed in grado di accogliere circa settecento persone; la sala, che prende il nome da uno dei cardini della vita di santa Rita, viene sovente utilizzata per la celebrazione della santa messa.
Così come la basilica anche la Casa degli Esercizi Spirituali e l'Hotel delle Rose furono voluti da Madre Fasce: nel primo vengono svolti raduni di gruppi di preghiera con la possibilità di pernottamento nelle sue cinquantacinque camere, mentre nel secondo, originariamente chiamato Casa del Pellegrino, viene data la possibilità al pellegrino di soggiornare a Cascia, in una struttura di centosessanta camere.